# 푸미교
푸미교(베트남어: Cầu Phú Mỹ / 梂富美)는 베트남 호찌민시 사이공강 위에 건설된 2군과 7군을 연결하는 사장교 교량이다. 2005년 9월 9일 시작하여, 프로젝트를 4개월 앞당겨 2009년 9월 2일 개통했다.

## 개요
푸미교는 2007년 3월부터 9월까지 건설한 것이다. Baulderstone, Bilfinger Berger , Freyssinet International의 콘소시엄이 사장과 강도를 담당하고, 베트남 회사인 CC620가 콘크리트, 거푸집 등을 담당하였고, 프랑스 컨설턴트인 Arcadis가 주요 교량의 설계를 Cardno가 접근법의 설계를 담당했으며, 이 프로젝트의 프로젝트 매니저는 AECOM가 맡았다.
푸미교는 너비가 380m인 강을 길이 705m로 연결하며, 강의 양쪽에 있는 접근 고가교 구조물은 각각 약 758m와 638m의 길이이다. 높이가 145m인 수정된 H자 모양의 주 타워는 27m 너비의 주경 갑판을 지지한다. 6개의 차선이 있고, 각 방향으로 2차선, 그리고 오토바이와 보행자 전용 차선으로 구분된다. 다리는 강 북쪽의 2군과 7군을 연결하며 현재 호찌민 시의 남쪽과 동쪽에 건설 중인 새로운 순환 도로의 일부를 형성한다.
2009년 9월 2일, 베트남 총리 응우옌떤과 호주 정부 관리들의 참석으로 푸미교가 공식 개통되었다.
푸미교 사(PMC)는 유료 도로의 일부가 될 교량을 운영하기 위한 30년간의 BOT 면허를 보유하고 있다. PMC는 하노이 건설, Investco, Cienco 620, Thanh Danh Co 및 CII로 구성된 민간 컨소시엄이다. 이 프로젝트는 독일, 프랑스 및 호주의 수출 신용보증과 함께 PMC가 사적으로 자금을 조달했다. 자금 조달 계획의 일환으로 계약 지출의 거의 절반이 이 3개국에 있어야 한다. 프로젝트의 이러한 세 가지 측면(민간 부문 인프라, 민간 부문 BOT 계획 및 수출 신용 금융)은 모두 베트남의 최우선이다.

## 통행세
2010년 3월 18일 정식으로 개통(이전까지는 6인승 이하 차량과 오토바이만 통행)된 푸미교 통행세를 4월 1일부터 오토바이를 제외한 전차량에 정식으로 부과하기로 결정했다.